# 士孫松
士孫松（274年—302年7月21日），字世蘭，西晉秦國人，尚書郎傅宣之妻。嫁給傅宣後產下二子傅嬰齊、傅黃元，皆兩歲不到去世。士孫松於永寧二年夏六月戊午（302年7月21日）去世。九月丙申（10月27日）下葬。1954年在河南省洛陽城渡澗西22號墓出土其墓志銘。後藏於洛陽博物館。